# Lamprocryptus pedicatus
Lamprocryptus pedicatus är en stekelart som först beskrevs av Cameron 1886.  Lamprocryptus pedicatus ingår i släktet Lamprocryptus och familjen brokparasitsteklar. Inga underarter finns listade i Catalogue of Life.